# 조사병단
조사병단(일본어: 調査兵団 쵸오사헤이단[*])은 진격의 거인에서 나오는 가공의 군사 조직이다. 진격의 거인 작품 내에서 벽 밖의 상황을 조사하는 임무를 수행한다.

## 개요
진격의 거인에서 등장하는 4개의 병단(훈련병단, 주둔병단, 헌병단, 조사병단) 중 하나의 병단이다. 훈련병단에서 졸업하면 조사병단,헌병단,주둔병단에 입단할 수 있다.

## 주요 구성원
- 엘빈 스미스 †
- 리바이 아커만
- 미케 자카리아스 †
- 한지 조에 †
- 엘런 예거 †
- 미카사 아커만
- 아르민 아를레르트
- 라이너 브라운
- 베르톨트 후버 †
- 장 키르슈타인
- 사샤 브라우스 †
- 코니 스프링거
- 히스토리아 레이스 (탈단)
- 유미르 †
- 페트라 랄 †
- 오르오 보자드 †
- 엘드 진 †
- 군터 슐츠 †
- 루이제 †
- 일제 랑그너 †
- 플록 포르스터 †
- 키스 샤디스 †